# Célestin Bouglé
Célestin Charles Alfred Bouglé (Saint-Brieuc, 1º giugno 1870 – Parigi, 25 gennaio 1940) è stato un sociologo e filosofo francese.

## Biografia
Bouglé nacque a Saint-Brieuc, Côtes-du-Nord. Entrò all'École normale supérieure nel 1890 e nel settore della filosofia nel 1893. Egli ebbe anche come compagni di studio Xavier Léon, Élie Halévy, Léon Brunschvicg e Dominique Parodi, uno dei membri fondatori della rivista Revue de Métaphysique et de Morale. Nel 1896 entrò a far parte della rivista con Durkheim e successivamente diventò uno dei primi redattori del Année sociologique. Conseguì il dottorato nel 1899.
Dopo aver insegnato a Saint-Brieuc, Montpellier e Tolosa insegnò alla Sorbona nel 1908, lo stesso anno in cui pubblicò il suo saggio Essay on the Caste System. Infine, diventò il direttore della École normale supérieure nel 1935.